# TS Herzogenaurach
Die Turnerschaft Herzogenaurach 1861 e. V., kurz TS Herzogenaurach, ist ein Sportverein  aus dem mittelfränkischen Herzogenaurach im Landkreis Erlangen-Höchstadt, der Breitensport, Leistungssport und Gesundheitssport anbietet.

## Geschichte
Die Turnerschaft Herzogenaurach wurde 1861 gegründet und bietet die Sportarten Basketball, Handball, Volleyball, Leichtathletik, Skisport, Tennis, Tischtennis, Triathlon und Turnen an.

## Handball
Größter Erfolg der 1966 gegründeten Handballabteilung war bisher neben der Bayerischen Meisterschaft 2017 und die Teilnahme am DHB-Pokal der Aufstieg in die 3. deutsche Handballliga der Frauen.
Die Handballer der Turnerschaft nehmen mit vier Herrenmannschaften, drei Damenteams und sieben Nachwuchsmannschaften am Spielbetrieb des Bayerischen Handballverbandes (BHV) teil. Das erste Damenteam spielt 2025/26 in der Oberliga und die erste Herrenmannschaft in der Bezirksliga. 
Seit 2024/25 spielen die TS-Frauen in einer Spielgemeinschaft mit SG Siemens Erlangen und HC Niederlindach unter dem Namen SG Frankenpower.

### Erfolge

#### Frauen
| - DHB-Pokal Hauptrunde 2010, 2017 - Aufstieg in die 3. Liga (Handball) 2017 - Bayerischer Meister (4. Liga) 2017 - Bayerischer Pokalsieger 2010, 2017 | - Aufstieg in die Bayernliga (4. Liga) 2010 - Nordbayerischer Meister 2010 - Aufstieg in die Oberliga 2025 - Ostbayerischer Meister 2025 |

#### Männer
- Ostbayerischer Meister 2024
- Ostbayerischer Vizemeister 2016
- Aufstieg in die Bezirksoberliga 2014, 2024

### Trainerpersönlichkeiten
- Csaba Szücs
- Volker Schneller

### Spielstätten
Die TS Herzogenaurach trägt ihre Heimspiele in der
- Halle Gymnasium, Burgstaller Weg 20, 91074 Herzogenaurach
- Halle Mittelschule, Burgstaller Weg 16, 91074 Herzogenaurach
- Halle Berufsschule Herzogenaurach, Friedrich-Weiler-Platz 2, 91074 Herzogenaurach
- Halle Carl-Platz-Schule, Edergasse 17, 91074 Herzogenaurach
- KCH Halle, Auf der Nutzung 2A, 91074 Herzogenaurach

aus.